# Casa Perducci
Casa Perducci è un palazzo di Venezia, ubicato nel sestiere di Cannaregio, affacciato sul lato sinistro del Canal Grande, tra Palazzo Civran e Palazzo Ruzzini, poco prima del Fontego dei Tedeschi.